# Калгарийский международный кинофестиваль
Международный кинофестиваль в Калгари (CIFF) — кинофестиваль, который ежегодно проводится в Калгари, Альберта в конце сентября и начале октября.
CIFF — крупнейший международный кинофестиваль в Альберте и шестой по величине в Канаде. Миссия фестиваля — «развлечь и заинтересовать публику, создавая самые новаторские и интересные фильмы и создавая незабываемые фестивальные впечатления».
В 2020 году на их фестивале было показано 180 фильмов, в том числе мировая премьера фильма Шерил Фогго «John Ware Reclaimed» из NFB.

## История
Фестиваль начался в 2000 году с показа местного фильма Waydowntown, и за шесть дней его посетили 8000 человек. Неуклонно расширяясь с годами, в 2016 году фестиваль собрал 36 693 человека на 211 фильмов, короткометражных фильмов и других отраслевых мероприятий.
В 2016 году Академия кинематографических искусств и наук назвала CIFF квалификационным фестивалем для получения награды за лучший короткометражный анимационный фильм и короткометражный фильм в прямом эфире. Исполнительный директор CIFF Стив Шредер заявил, что этот статус является «свидетельством силы секции короткометражных фильмов CIFF, и особенно таланта создателей фильма».
C 2016 года CIFF составляет в ежегодный список MovieMaker Magazine «50 кинофестивалей, которые стоят взноса».
Ежегодно составляемый список представляет собой руководство для независимых кинематографистов, позволяющее им проинформировать их, на какие фестивали они должны подавать заявки и присутствовать.
В 2018 году в сотрудничестве с Советом по образованию Калгари, Фондом Калгари и Фондом Розсы было объявлено о создании Generation Next. Это инновационная кинопрограмма, направленная на расширение возможностей молодежи путем работы со старшеклассниками в выборе и просмотре фильмов.
CIFF отпраздновал свое 18-летие с 20 сентября по 1 октября 2017 года и собрал более 40 000 человек.
К своему 20-летнему юбилею на фестивале было продемонстрировано более 180 многожанровых фильмов из Канады и 50 других стран. Были приглашены Иван Рейтман и Джейсон Рейтман.
В 2020 году их фестиваль расширился до гибридной модели, предлагая впечатления в кино и домашнюю потоковую передачу для зрителей в Альберте, Саскачеване и Манитобе.